# Tropaeum Traiani

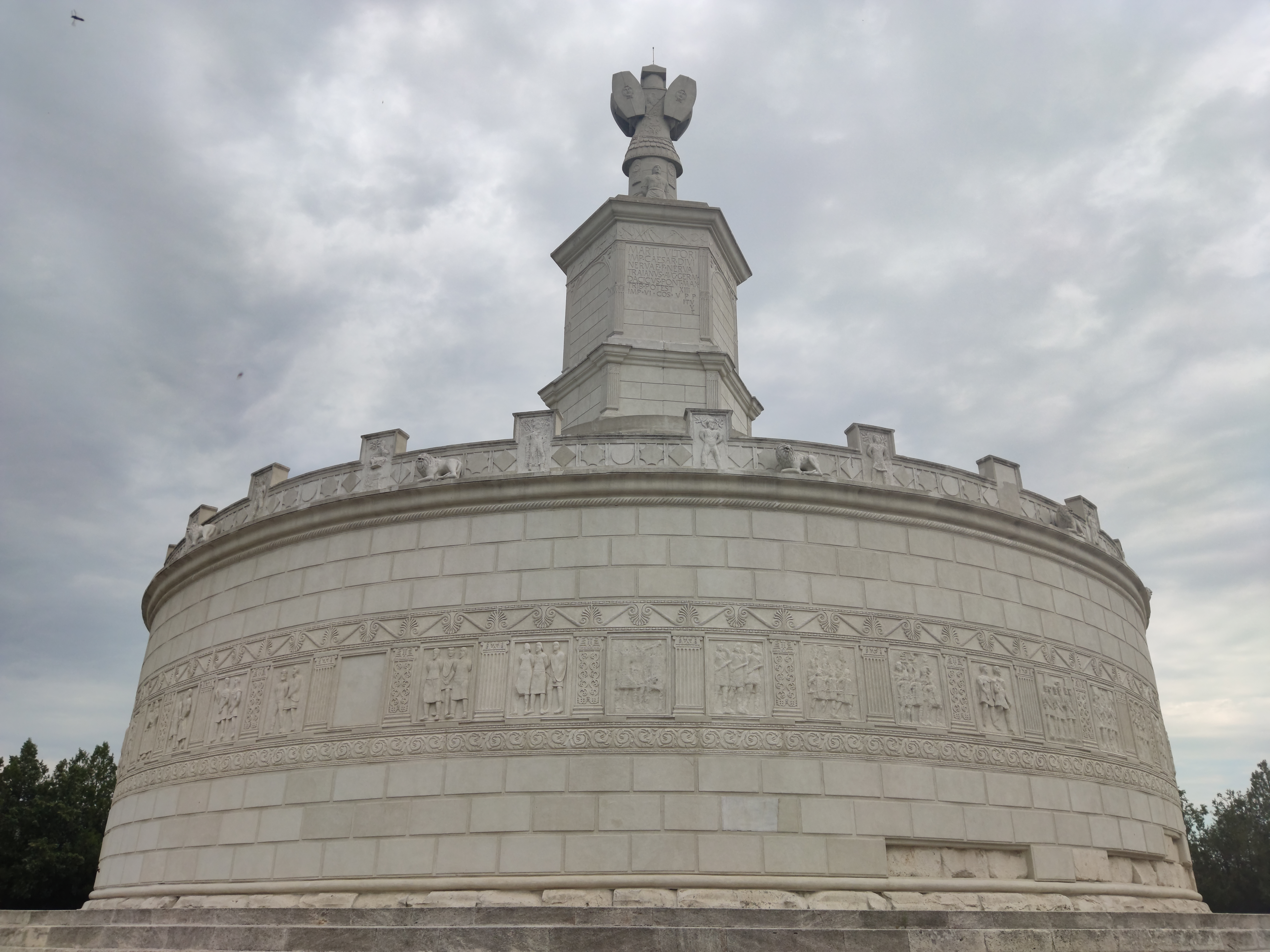
Tropaeum Traiani i rekonstruktion från 1977.

Tropaeum Traiani är ett minnesmärke i det romerska Civitas Tropaensium, där dagens Adamclisi, Rumänien ligger, byggd år 109 i dåvarande Moesia, till minne över kejsare Trajanus seger över dakerna år 102 i andra slaget vid Tapae. Monumentet restes där legio XXI Rapax hade tidigare besegrats år 92. Dessförinnan fanns ett altare på platsen, och på dess väggar fanns inskriptioner med namnen på de 3 000 legionärer och auxilia (servicemen) som hade stupat när de slogs för republiken.
Monumentet är en stor rundbyggnad med reliefer och en inskrift, som hänför sig till Trajanus. Monumentet upptäcktes 1837 av Helmuth von Moltke.
Det nuvarande monumentet är en rekonstruktion från 1977.